# Augustoritum
Augustoritum est le nom latin de la capitale du peuple gaulois des Lémovices, dont dérive le nom moderne de Limoges.

## Histoire
Augustoritum a été fondée à l'époque du Haut Empire vers 10 avant notre ère. L'empereur Auguste décide en effet la fondation d'une nouvelle capitale des Lémovices dans le cadre de la réorganisation des cités et des provinces gauloises de l'Empire romain. Le nom d'Augustoritum est dérivé des éléments Augusto- (en hommage à l'empereur Auguste, son fondateur) et -rito, gué en langue gauloise. Cette ville semble avoir compté parmi les plus importantes agglomérations de la Gaule romaine.
Le site choisi pour l'édification de la nouvelle cité est un vaste coteau en pente douce et régulière surplombant la Vienne, orienté au sud-est et donc peu exposé au gel hivernal, au carrefour entre l'itinéraire reliant la Méditerranée à l'Armorique et la voie d'Agrippa, reliant Lugdunum (Lyon) à Mediolanum Santonum (Saintes). À cet endroit la rivière présente un gué qui facilite son franchissement. La ville figure sur la table de Peutinger.
Les invasions barbares entraînent le déclin de la ville gallo-romaine. Un quartier est fortifié autour de la cathédrale paléochrétienne, donnant progressivement naissance à la cité de Limoges.

## Une ville gauloise et romaine
Deux découvertes mettent en lumière la romanisation de la société lémovice liée à la création d'Augustoritum.
La première est une inscription gravée sur la pierre d'une fontaine. Le texte mélange éléments gaulois et romains : Postumus, fils de Dumnorix et vergobret, a donné de ses deniers l'aqueduc Martia en l'honneur (du dieu) Grannus Decemnoctiacis.
La seconde est un sanctuaire celtique, semblable à ceux de Ribemont-sur-Ancre ou Gournay-sur-Aronde, placé le long du cardo maximus de la ville. Après avoir servi pendant plusieurs années, il a été rasé et remplacé par une maison profane. 
Il semble cependant prouvé que la ville de Limoges actuelle est d'origine romaine et non gauloise. La capitale des Lémovices, qui a donné son nom à la ville, se situait à une vingtaine de kilomètres à l'est de Limoges, à Villejoubert. Installée sur un vaste oppidum, le site était situé au confluent de la Vienne et de la Maulde.

## Monuments

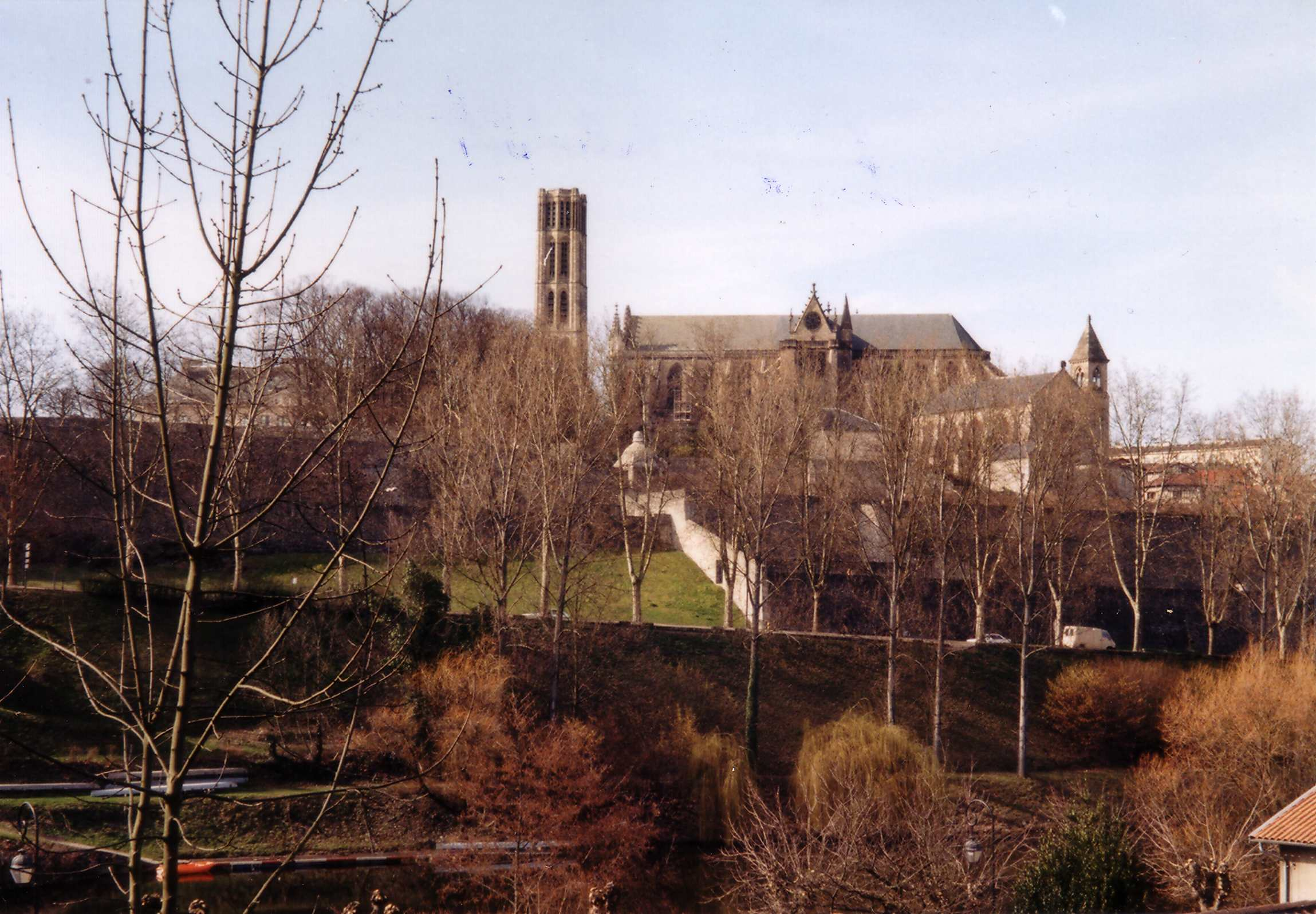
Limoges : la cathédrale Saint-Étienne et le jardin de l'Évêché. Le site historique dAugustoritum : un vaste coteau ensoleillé, dominant la Vienne.

La ville est construite suivant un réseau de rues parallèles orientées sud-est / nord-ouest, croisant à angle droit un autre réseau de rues parallèles orientées nord-est / sud-ouest. Un quadrillage presque parfait est ainsi dessiné, déterminant un schéma d'urbanisme conforme aux habitudes des Romains. L'axe majeur (cardo maximus), prolongeait le pont sur la Vienne ; c'était une voie large de 24 mètres, pavée de dalles de granite (à la différence des autres rues de la ville), bordée de colonnades ; elle longeait le théâtre et le forum et aboutissait près de l'amphithéâtre ; les plus belles domus de la ville s'alignaient le long de cette voie impressionnante.
La ville romaine était particulièrement riche en monuments.

### Amphithéâtre
L'amphithéâtre d'Augustoritum, construit selon toutes probabilités vers la fin du Ier siècle, est encore en partie visible. Il était situé un peu à l'écart de la ville romaine et avait la forme d'un ovale de 136 × 115 m. C'est, de tous les monuments d'Augustoritum, celui qui a laissé le plus de souvenirs parmi la population, étant donné qu'il a subsisté en partie jusqu'en 1718 avant d'être enfoui sous la promenade de l'Intendant d'Orsay (actuel jardin d'Orsay).

### Thermes
Les thermes romains, probablement fondés au dernier tiers du Ier siècle, étaient situés au niveau de l'actuelle place des Jacobins. Richement décorés, ils étaient parmi les plus imposants de la Gaule.
La phase de quête scientifique autour de l'édifice menée entre 1845 et 1985 montre dans quel courant s'est inscrit la fondation des thermes. Cette tentative d'architecture provinciale, qualifiée de remarquable par Jean-Pierre Loustaud, montre une volonté d'intégrer certains archaïsmes. Le lieu choisi, incliné et mal orienté, a obligé une certaine adaptation comme le montre si bien l'inversion de la palestre du côté des salles chaudes et la mise en place d'importants sous-sols voûtés. Les thermes sont vraisemblablement abandonnées avant la fin du IIIe siècle. 
Lors des travaux au musée de l'Évêché, des fouilles ont été menées par l'Inrap, en deux tranches, l'une au printemps 2004, la seconde à l'hiver 2006-2007, mettant au jour d'importants vestiges d'époques très diverses (du IIe au XVIIIe siècle). On a notamment trouvé un four antique, des thermes antiques chauffés par hypocauste et des caves médiévales.

### Forum

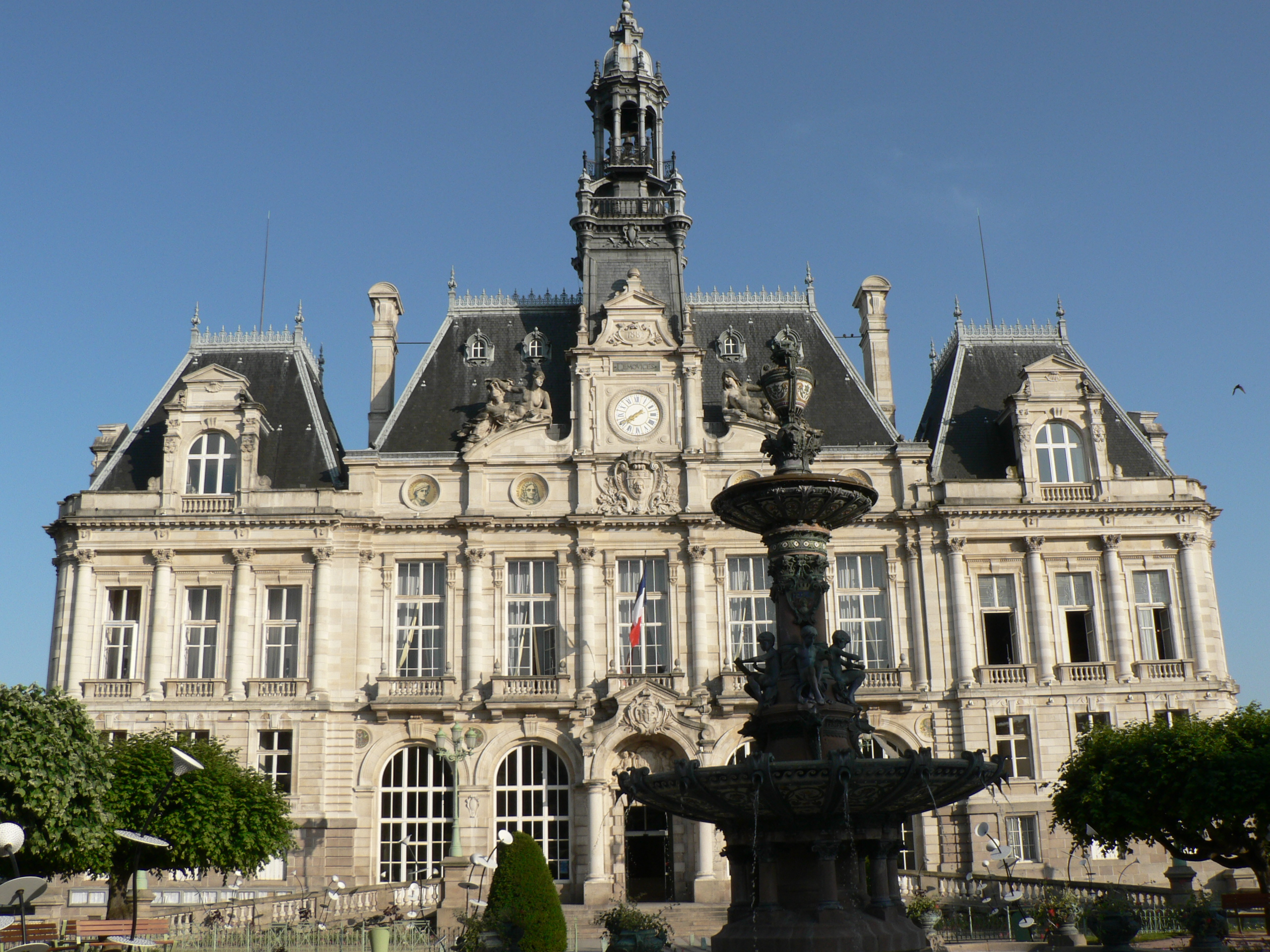
L'hôtel de ville repose sur le forum romain.

Le forum d'Augustoritum (100 × 150 m), était situé derrière l'hôtel de ville. Ce dernier a d'ailleurs été édifié en réutilisant des murs antiques comme fondations.
En contrebas du forum se dressait une très vaste domus, parmi les plus grandes de Gaule, appelée « maison des nones de mars », d'après un graffito mis au jour sur un des murs.

### Temple?
Aucun temple gallo-romain n'a été identifié à Limoges. Selon la tradition, un temple consacré à Vénus, Diane, Minerve et Jupiter se serait élevé là où se trouve l'actuelle cathédrale. La légende d'un temple dédié à Jupiter au lieu-dit Montjovis doit être écartée.

## Vestiges antiques

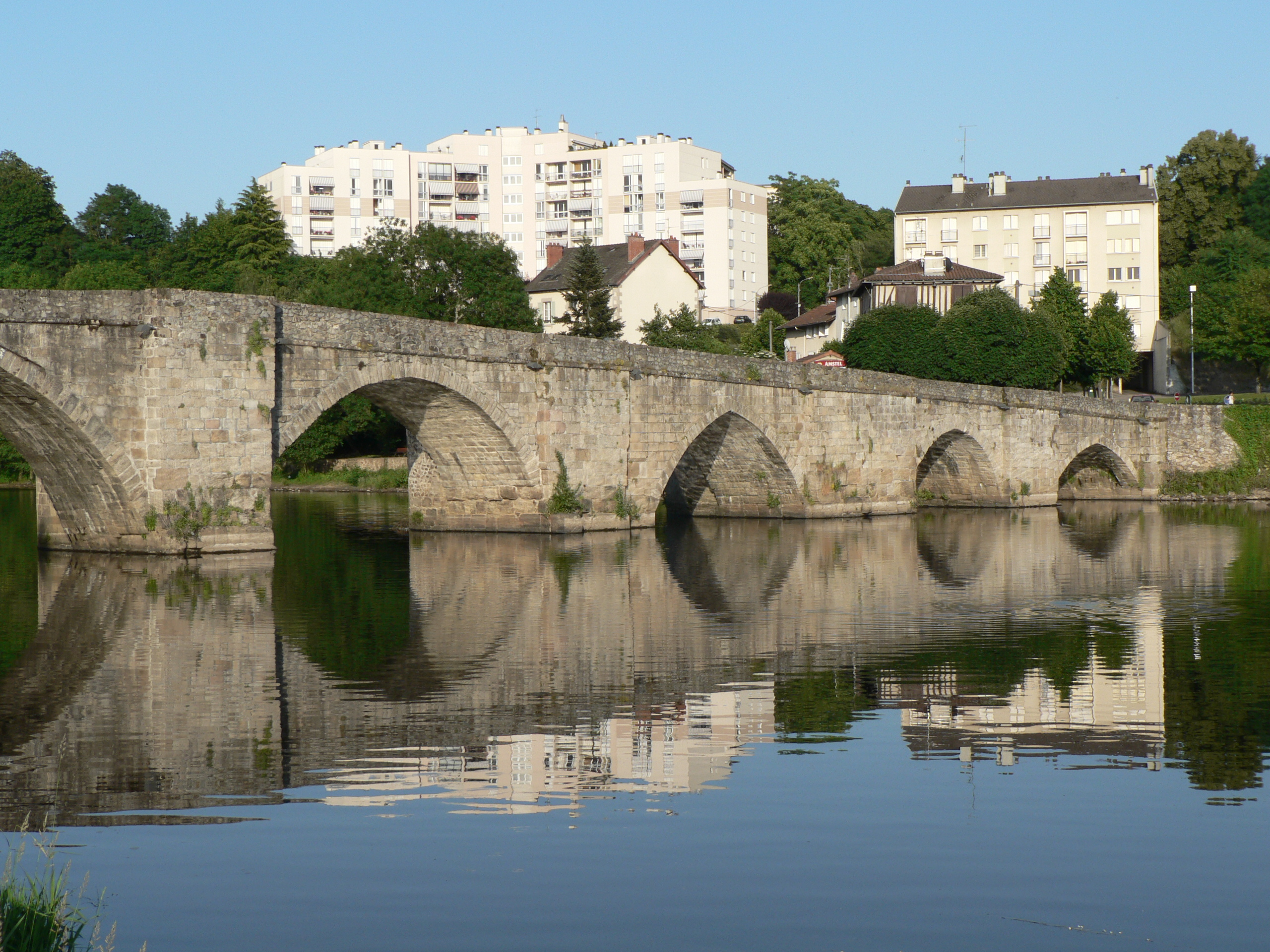
Le pont Saint-Martial (XIIe siècle), fondé sur des piles romaines.

Le pont Saint-Martial a été édifié au XIIe siècle sur les bases d'un pont antique détruit peu auparavant.
Les vestiges de l'amphithéâtre, fouillés dans les années 1960, furent durant quelques années mis en valeur, avant d'être réenfouis.
Ceux du théâtre, récemment fouillés au bord de la Vienne, quai Saint-Martial et place Sainte-Félicité, ont disparu. Ceux des thermes des Jacobins ont été détruits dans leur quasi-intégralité lors du creusement d'un parc de stationnement.
Par contre, une mosaïque, trouvée à proximité du forum, en contrebas de la Bibliothèque francophone multimédia, a été réinstallée au rez-de-jardin de celle-ci et reste visible depuis les espaces publics (entrée libre). Elle présente deux tapis à décor géométrique dont l'un s'orne d'un sujet figurant vraisemblablement une lionne. Une autre petite mosaïque est présentée à l'entrée de la faculté de droit proche. Ces deux œuvres sont les seuls vestiges visibles sur place d'un immense chantier archéologique ayant mis au jour un très intéressant quartier gallo-romain. Il a été détruit afin d'édifier la médiathèque et la faculté de droit. Divers éléments, ainsi que du mobilier et des maquettes de monuments et de la ville antique, sont présentés dans le nouveau musée des Beaux-Arts, Palais de l'Évêché (musée de l'Évêché).
Finalement, très peu de vestiges gallo-romains sont encore visibles à Limoges : la villa de Brachaud, des vestiges situés sous le lycée Renoir : il existe une grande disproportion entre ce qui a été découvert et ce qui a été préservé. Le projet de reconstitution d'une domus, connue (d'après un élément de son décor) sous le nom de « domus à l'opus sectile », est abandonné. Contrairement aux politiques menées à Périgueux, Poitiers ou Saintes, Limoges ne semble pas avoir vu dans la préservation des vestiges antiques un facteur de développement économique et touristique.
La destruction des quartiers et bâtiments découverts à Limoges depuis le milieu des années 1960 constitue donc une perte irréversible pour l'étude de la civilisation gallo-romaine.

### Projet de réutilisation des vestiges
Le 16 juin 2023, la ville de Limoges a annoncé un projet de réutilisation des aqueducs gallo-romains souterrains pour récupérer de l'eau non potable, afin d'arroser les parcs et jardins. Ces aqueducs ont été construits à partir de l'an 30 et alimentaient en eau de source les 15 000 habitants de la ville d'Augustoritum. 
Le projet de la mairie vise à « nettoyer » les aqueducs et « mettre en place les outils pour utiliser cette eau qui circule dans la ville » plutôt qu'elle se déverse dans les égouts et la Vienne comme c'est le cas actuellement.
L'aqueduc principal d'Aigoulène, long de sept kilomètres et large de quatre-vingt-dix centimètres, présentait un débit de 2 500 m3 par jour, selon une estimation réalisée par des ingénieurs au XIXe siècle.